# ソーニャ・ヨンチェヴァ
ソーニャ・ヨンチェヴァ（ブルガリア語: Соня Йончева, ラテン文字転写: Sonya Yoncheva, 1981年12月25日 - ）は、ブルガリア出身のソプラノ歌手である。

## 経歴
1981年12月25日、ブルガリアのプロヴディフに生まれる。プロヴディフの国立舞踏音楽学校でピアノと声楽を学び、10代の頃からブルガリアのTV番組に出演するなど音楽活動を行っていた。
2010年、プラシド・ドミンゴが主催するオペラの国際コンクール「オペラリア」で優勝し、2013年にリゴレットのジルダ役でメトロポリタン歌劇場にデビューする他、パリ・オペラ座、ウィーン国立歌劇場、ロイヤルオペラハウス、スカラ座、バイエルン国立歌劇場など、世界中の歌劇場で活躍している。

## 家族
ベネズエラ出身の指揮者ドミンゴ・インドヤンと結婚し、2014年生まれの息子と2019年生まれの娘がいる。

## 役
| 役名           | 作品名                   | 作曲家           | 出典  |
| -------------- | ------------------------ | ---------------- | ----- |
| ヴィオレッタ   | 椿姫                     | ヴェルディ       |       |
| ジルダ         | リゴレット               | ヴェルディ       |       |
| エリザベート   | ドン・カルロス（仏語版） | ヴェルディ       |       |
| ルイザ・ミラー | ルイザ・ミラー           | ヴェルディ       |       |
| デズデモナ     | オテロ                   | ヴェルディ       |       |
| ミミ           | ラ・ボエーム             | プッチーニ       |       |
| ムゼッタ       | ラ・ボエーム             | プッチーニ       |       |
| トスカ         | トスカ                   | プッチーニ       |       |
| ルチア         | ランメルモールのルチア   | ドニゼッティ     |       |
| ノリーナ       | ドン・パスクワーレ       | ドニゼッティ     |       |
| ノルマ         | ノルマ                   | ベッリーニ       |       |
| ジュリエット   | ロメオとジュリエット     | グノー           |       |
| マルガレーテ   | ファウスト               | グノー           |       |
| アントニア     | ホフマン物語             | オッフェンバック |       |
| ミカエラ       | カルメン                 | ビゼー           |       |
| レイラ         | 真珠採り                 | ビゼー           |       |
| タチアナ       | エフゲニー・オネーギン   | チャイコフスキー |       |
| ポッペア       | ポッペアの戴冠           | モンテヴェルディ |       |
| クレオパトラ   | ジュリオ・チェザーレ     | ヘンデル         |       |
| イオランタ     | イオランタ               | チャイコフスキー | [ 2 ] |
| フェドーラ     | フェドーラ               | ジョルダーノ     | [ 3 ] |